# 의료지도자협의체
| MLC Info                | |

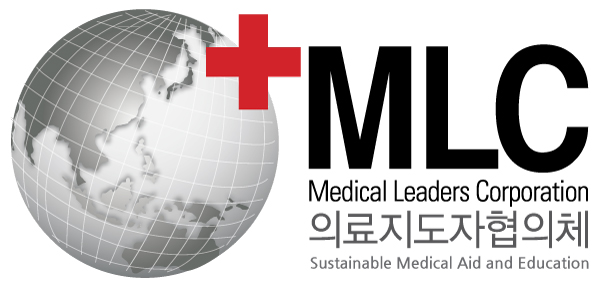

| 법인명                  | 사단법인 의료지도자협의체 |
| 창립일                  | 2013년 11월 |
| 창립자                  | 한덕종 (Duck-Jong Han) |
| 이사장                  | 한덕종 (Duck-Jong Han) |
| 기관분류                | NGO, 비영리단체, 비영리민간단체, 사단법인 |
| 주무관청                | 대한민국 외교부 서울시 국제교류담당실 |
| 이사진(2020년 1월 현재) | 이사장 한덕종 (현 서울아산병원)이사 이종국 (전 인제대학교일산백병원) 이사 이병인 (현 인제대학교해운대백병원) 이사 임홍철 (전 고려대학교병원) 이사 김정구 (전 서울대학교병원) 이사 김동명 (전 서울대학교병원) 이사 정구영 (현 이대목동병원) 이사 정훈용 (현 서울아산병원) 이사 신숭철 (전 외교부 대사) 이사 정성교 (CEO) 감사 안상철 (PWC) 사무총장 김영신(현 메디컬월드뉴스 편집장) |
| 홈페이지                | www.medicaleaders.org |
| 대표이메일              | info@medicaleaders.org |
| 대표번호                | 02-482-9600 |
|                         | |

사단법인 의료지도자협의체(영어: Medical Leaders Corporation, 약자: MLC)는 개발도상국 의료지원과 장기 의료교육을 통한 공공의료기술의 향상을 목표로 하는 대한민국 외교부 산하 인도주의 국제개발 NGO이다. 현재 이루어지고 있는 해외단기의료봉사의 다양한 한계점을 극복하기 위하여 아산 병원, 서울대병원, 삼성병원, 세브렌스 병원 등 국내 유수 병원 출신의 정년 전 후 의학 교수진들이 명의 아산병원 한덕종 외과 교수를 구축으로 모여 설립하였다. 해외 개발도상국 대표병원을 대상으로 하는 의료 교육을 중심으로 국내 난민, 탈북민, 의료취약계층에 대한 봉사활동 등 다양한 활동도 하며 의술을 펼치는 단체이다.

### 연혁
MLC(의료지도자협의체)의 역사
- 2013년 11월 MLC 임원 결성 및 비영리 단체로 활동 시작

- 2015년 5월 외교부 소속 사단법인으로 정식 등록

- 2015년 7월 29일 서울시로부터 비영리 법인 설립 허가증 발급

- 2015년 8월 12일 국세청으로부터 고유번호증(659-82-00040)발급

- 2015년 9월 17일 MLC-남북하나재단(북한이탈주민지원재단) - 서울아산병원 3자 업무협약 체결

- 2017년 6월 7일 정관 변경

- 2017년 9월 29일 기획재정부 장관 지정 ‘지정기부금단체’로 지정

- 2018년 1월 17일 서울시로부터 비영리민간단체 등록증 발급

- 2019년 2월 21~23일 국제학회(APITA 아시아 췌장-췌장도세포 이식학회)개최

### 미션
100명 이상의 전문 인력 회원들의 협력을 통한
- 의료교육과 의료서비스가 필요한 나라의 인류애를 실천

         - 장기교육을 통해 의료수준의 향상이 필요한 곳에 정년 전 후의 시니어 의사들 파견
         - 국제 기관들과 협력하여 리서치 및 현장 업무 수행
- 세계평화와 국제협력에 기여

### 목표
- 개발도상의 대표 병원들을 대상으로 한 장기 의료교육을 통해 의료서비스와 질의 향상

- 의료교육을 통한 개발도상국가의 의료수준의 향상

- 지속가능하고 적절한 기술과 에너지를 사용하는 비용 효율적인 의료서비스 시스템 지원

- 해외 NGO들 및 병원과 국제 협력 네트워킹

### 조직도

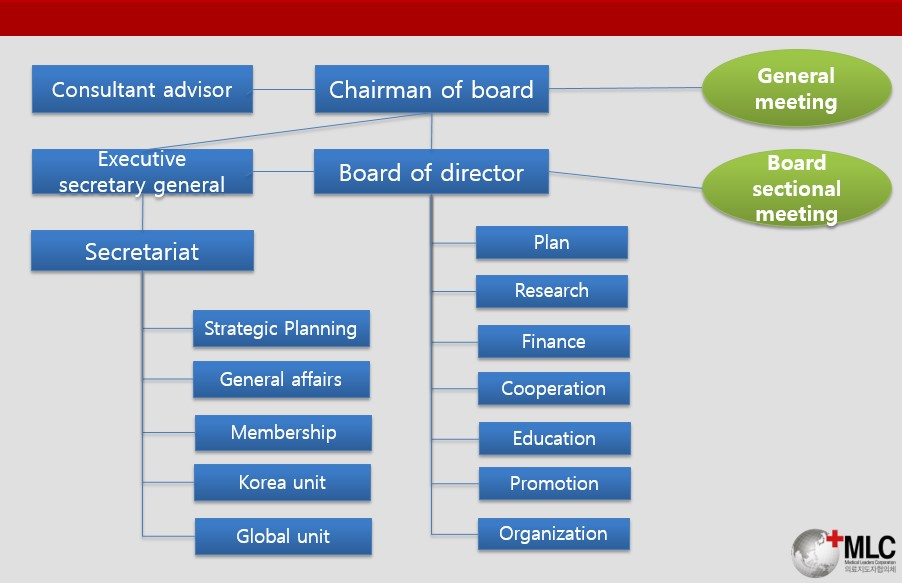

### 한국 내 활동
- 국내의료 교육/의료서비스 소외계층 및 지역(외국인노동자, 난민, 의료 취약 지역 등)에 봉사활동으로 사회 취약 부분의 개선
- 북한 의료지원 사업- 국내 탈북자 의료인들(의사,간호사) 교육으로 국내 적응력 향상에 도움

### 한국 외 활동
해외 파견을 통한 교육 
1. 중국
2. 우즈베키스탄
3. 아랍에미리트
4. 필리핀

### 학술활동
MLC는 의료 교육 NGO로서 의료 학회나 의료 컨퍼런스 등의 학술 활동의 활성화 사업을 통해 선진 지식을 공유하고 더 나아가 의료 수준 발전의 주체가 되는 역할을 함으로써 의료단체로서 신뢰와 권위를 높일 수 있게 활동 중이다. MLC 설립 이념으로서 일부의 문제점을 가진 단순한 단기 의료봉사와 달리 장기적이고 궁극적인 공공의료기술의 향상을 목표로 하기에 이러한 국제학술 활동은 MLC의 존립 이유를 설명하는 중요한 활동 중 하나이다.

#### 1.아시아 췌장-췌장도세포 이식학회
2019년 2월 MCL는 IPITA (International Pancreas islet transplant association) 국제 췌장-췌장도세포 이식학회를 모체로 하는 APITA (Asian Pancreas Islet Transplant Association)인 아시아 췌장-췌장도세포 이식학회를 개최하였다. 일본과 대만의 췌장 도세포 이식 권위자들을 포함하여 14개국에서 200명 이상 참석 하였고, IPITA의 회장이 참석하여 본 학회를 지원함으로서 아시아를 선도하는 췌장-췌장도세포 이식학회로서의 발판을 구축하였다. 2021년에는 일본에서 제2회 APITA 학회가 열릴 예정이다.

#### 2. 국제 의료 컨퍼런스
2017년 12월 10명의 MLC의 국내외 이사들의 우즈베키스탄 방문으로 타슈켄트의과대학 교수진과 합동 국제 학술회의를 개최했다.